# George Vernon Hudson

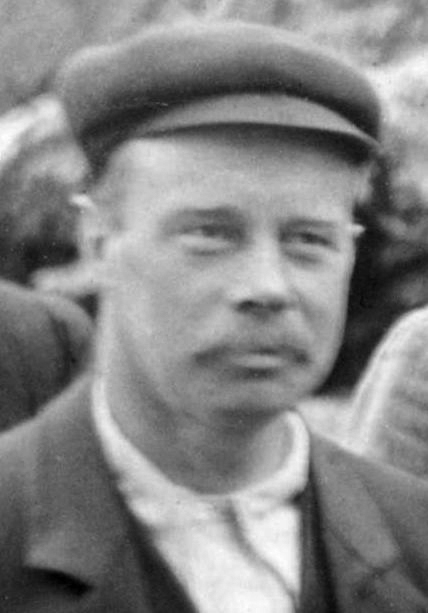
Hudson em 1907, como membro da Expedição Científica das Ilhas Subantárticas

George Vernon Hudson (20 de abril de 1867 - 5 de abril de 1946) foi um entomologista e astrônomo neozelandês nascido na Grã-Bretanha. Hudson é creditado por propor o horário de verão moderno. Ele foi premiado com a Medalha Memorial Hector em 1923.

## Biografia
Nascido em Londres, Grã-Bretanha, no sábado de Páscoa de 1867, Hudson era o sexto filho de Emily Jane Carnal e Charles Hudson, um artista e designer de vitrais. Com a idade de 14 anos, ele construiu uma coleção de insetos britânicos e publicou um artigo no The Entomologist. Em 1881, Hudson mudou-se com seu pai para Nelson, Nova Zelândia. Ele trabalhou em uma fazenda e, em 1883, aos 16 anos, começou a trabalhar nos correios em Wellington, onde se tornou escriturário-chefe, aposentando-se em 1918.
Hudson foi membro da Expedição Científica das Ilhas Subantárticas de 1907. Seu principal objetivo era estender o levantamento magnético da Nova Zelândia investigando as ilhas Auckland e Campbell, mas também foram realizados levantamentos botânicos, biológicos e zoológicos. A expedição também resgatou náufragos do Dundonald, que naufragou nas Ilhas Auckland.
Hudson é creditado por propor o horário de verão moderno. Seu trabalho por turnos lhe deu tempo de lazer para coletar insetos e o levou a valorizar a luz do dia após o expediente.  Em 1895, ele apresentou um artigo para a Wellington Philosophical Society propondo um turno de duas horas no horário de verão, e depois que um interesse considerável foi expresso em Christchurch, ele seguiu em um artigo de 1898.  Em 1933, Hudson foi o primeiro destinatário (junto com Ernest Rutherford) da Medalha TK Sidey, criada pela Royal Society of New Zealand de fundos arrecadados para comemorar a passagem do Summer-Time Act 1927.
Outro britânico, William Willett defendeu o uso do horário de verão. Foi feito lei lá em 1916.
A coleção de insetos de Hudson, a maior da Nova Zelândia, está alojada no Museu da Nova Zelândia Te Papa Tongarewa. Entre 1881 e 1946, Hudson registrou informações em três volumes manuscritos que descreviam milhares de espécies, inventando seu próprio sistema de codificação. Em 2018, Te Papa lançou um projeto de crowdsourcing pedindo voluntários digitais para ajudar a decifrar esses códigos, o que permitirá que os entomologistas de conservação comparem os registros de Hudson com o status desses mesmos insetos hoje.

## Vida pessoal
A esposa de Hudson, Florence, morreu em 1935. Eles deixaram uma filha, Florence Stella Gibbs. Hudson
morreu em 5 de abril de 1946 em sua casa "Hillview" no subúrbio de Wellington de Karori.

## Trabalhos
- 1892: An Elementary Manual of New Zealand entomology: Being an introduction to the study of our native insects. London: West, Newman, & Co.[8]
- 1898: New Zealand Moths and Butterflies (Macro-Lepidoptera) London: West, Newman, & Co.[9]
- 1904: New Zealand Neuroptera : a popular introduction to the life-histories and habits of may-flies, dragon-flies, caddis-flies and allied insects inhabiting New Zealand, including notes on their relation to angling. London: West, Newman & Co. 1904. Consultado em 21 de janeiro de 2016
- 1928: The butterflies and moths of New Zealand. Wellington: Ferguson & Osborn Ltd. 1928. Consultado em 10 de outubro de 2017
- 1950: Fragments of New Zealand entomology. – a popular account of all New Zealand cicadas. The natural history of the New Zealand glow-worm. A second supplement to the butterflies and moths of New Zealand and notes on many other native insects. Wellington: Ferguson & Osborn Ltd. 1950. Consultado em 15 de julho de 2018